# الطيار (فلم)
الطيار (بالإنجليزية: The Aviator) هو فيلم سيرة ذاتية ودراما أمريكي صدر في 2004 من إخراج مارتن سكورسيزي وتأليف جون لوغان. الفيلم من بطولة ليوناردو دي كابريو بدور هوارد هيوز و‌كيت بلانشيت بدور كاثرين هيبورن و‌كيت بيكينسيل بدور آفا غاردنر. طاقم التمثيل يشمل أيضاً إيان هولم و‌جون ك. رايلي و‌أليك بالدوين و‌جود لو و‌ويليم دافو و‌ألن ألدا و‌غوين ستيفاني بدور جان هارلو. الفيلم يصور القصة الحقيقية لأحد رواد مجال الطيران هوارد هيوز، والذي يصبح أغنى رجال العالم بعد أن يرث شركة أبيه المتخصصة في إنتاج معدات خاصة بالصناعة البترولية. يركز الفيلم على حياة هيوز من أواخر العشرينات إلى 1947، حيث أصبح خلال ذلك الوقت منتج أفلام ناجح ورمزاً في مجال الطيران.
ترشح الطيار ل11 جائزة أوسكار، من ضمنها أفضل فيلم و‌أفضل مخرج لسكورسيزي و‌أفضل سيناريو أصلي لجون لوغان و‌أفضل ممثل ل دي كابريو و‌أفضل ممثل مساعد ل ألدا. وفائز بخمس منها: أفضل تصوير سينمائي و‌أفضل مونتاج و‌أفضل تصميم أزياء و‌أفضل تصميم أزياء و‌أفضل إخراج فني و‌أفضل ممثلة لبلانشيت.

## طاقم التمثيل
- ليوناردو دي كابريو بدور "هوارد هيوز"
- كيت بلانشيت بدور "كاثرين هيبورن"
- جون ك. رايلي بدور "نواه ديتريك"
- كيت بيكينسيل بدور "آفا غاردنر"
- أليك بالدوين بدور "خوان تريب"
- ألن ألدا بدور السيناتور "أوين بروستر"
- إيان هولم بدور الأستاذ "فيتز"
- داني هيوستن بدور "جاك فراي"
- غوين ستيفاني بدور "جان هارلو"
- جود لو بدور "ايرول فلاين"

## وصلات خارجية
- مقالات تستعمل روابط فنية بلا صلة مع ويكي بيانات

- موقع الفيلم الرسمي
- صفحة الفيلم على موقع imdb